# جليسون تيباو
جانيجليسون هيركولانو ألفيس (بالبرتغالية: Janigleison Herculano Alves؛ مواليد 10 يوليو 1983) هو مقاتل فنون القتال المختلطة برازيلي.

## وصلات خارجية
- جليسون تيباو على موقع يو إف سي (الإنجليزية)
- جليسون تيباو على موقع شيردوغ (الإنجليزية)
- جليسون تيباو على موقع IMDb (الإنجليزية)
- جليسون تيباو على موقع قاعدة بيانات الفيلم (الإنجليزية)